# Planta pioneira
Plantas pioneiras são as plantas que se originam a partir de lugares inóspitos, inabitáveis, ex:gramínea em um deserto. Elas são caracterizadas pelo fato de que elas podem lidar com as duras condições de uma terra nua e, além disso, têm uma produção anual de sementes muito grande.

## Significado ecológico
Plantas pioneiras são descritas como espécies que sobrevivem devido a alta capacidade reprodutiva. Elas morrem e se decompõem, substituindo o solo no sentido de aumentar o teor de húmus. Isto leva a um aumento da capacidade do solo de manter água e nutrientes minerais. Com isso, as plantas pioneiras criam uma suave microclima. Assim cria-se a base para uma migração de plantas que sejam eficientes na competição por luz, nutrientes e água.

## Exemplos de plantas pioneiras
- Ammophila - em dunas
- Senecio vulgaris
- Líquenes - em pedras e rochas
- Chlorophyta - em água doce
- Betula pendula - no desmatamento